# 당나귀 가죽

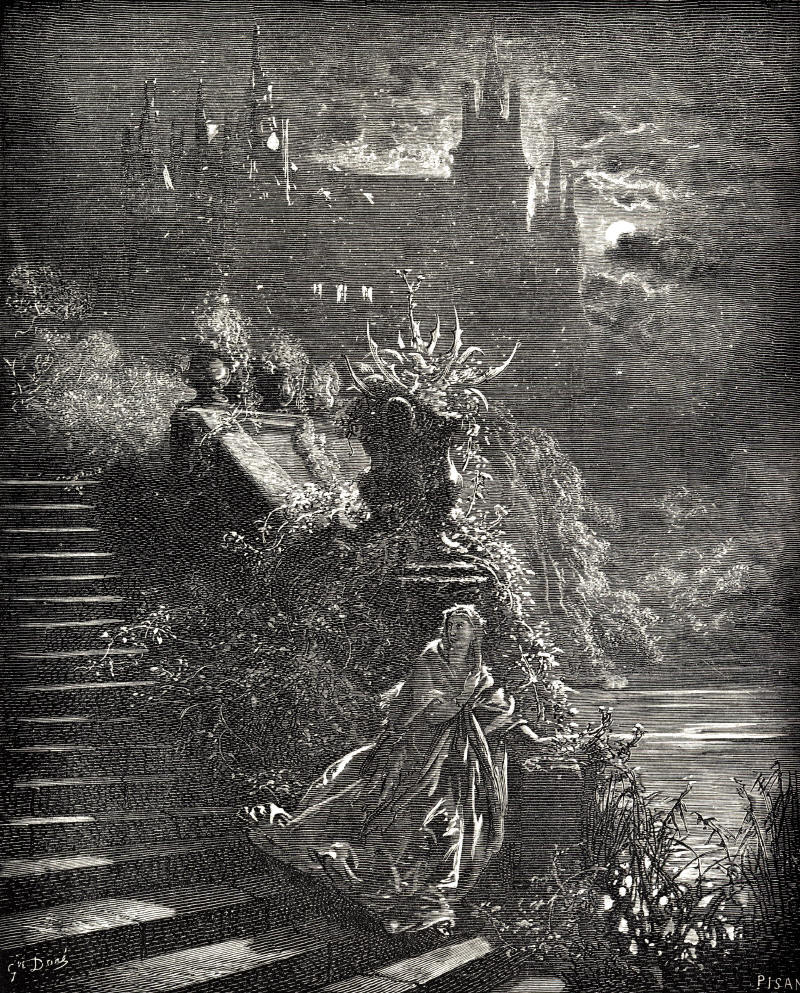
당나귀 가죽 (귀스타브 도레가 그린 삽화)

당나귀 가죽(프랑스어: Peau d'Âne)은 프랑스의 작가 샤를 페로가 쓴 콩트이다. 1695년 《운문 콩트》(Contes en vers) 라는 제목 하에 다른 두 편의 시와 함께 발표되었다가, 1697년 《교훈이 담긴 옛날 이야기 또는 콩트》(Histoires ou contes du temps passé, avec des moralités) 라는 모음집 속에 담겨 재출판되었다. 《썽드리용》과 상당히 닮은 점이 있지만, 시대순으로는 《당나귀 가죽》이 더 먼저 쓰였다. 또한 이 이야기에는 근친상간 같은 심각한 주제도 들어 있으며 《썽드리용》과는 달리 운문으로 쓰였다. 문학 후원자이자 스스로 작가이기도 했던 렁베르 후작 부인에게 헌사되었다.

## 줄거리
어느 나라에 왕과 왕비가 딸 하나를 두고 행복하게 살았었는데, 왕비가 병으로 죽으면서 남편에게 새 왕비를 맞이하도록, 단 자기보다 더 아름답고 더 현명한 여자와 재혼하도록 맹세케 한 후 숨을 거둔다. 왕은 이 맹세를 지키기 위해 전 세계의 왕궁에 사절단을 보냈으나, 신부감 후보들은 하나같이 미운 여자들뿐이었다. 그러던 중 왕은 죽은 왕비의 아름다움과 지혜를 능가할 수 있는 유일한 여자는 바로 왕비를 똑닮은 자신의 친딸임을 깨닫고 딸과 결혼을 하기로 결심한다. 이에 놀란 공주는 요정 대모에게 조언을 구하고, 그녀는 근친상간을 막고자 여러 가지 재치를 짜 내지만 번번이 실패하고 만다.
한편 왕궁에는 매우 희귀한 당나귀가 있었는데 이 당나귀는 아침마다 배설물 대신 금화와 보석을 쏟아 낸다. 왕이 이 당나귀를 더없이 소중히 여기는 것을 아는 요정 대모는 당나귀를 죽일 것을 결혼 조건으로 내 걸으라고 대녀에게 충고한다. 그러나 죽은 왕비와의 맹세를 지키기로 굳게 결심한 왕은 이번에도 이 조건을 받아들여, 당나귀의 가죽을 통째로 벗겨내어 딸에게 결혼 선물로 선사한다. 모든 것을 예견했던 요정 대모는 당나귀의 가죽을 공주에게 덧씌운 다음 이웃나라로 도망치게 한다.
이웃나라의 한 시골 마을에 도착한 공주는 당나귀 가죽을 뒤집어 쓰고 하녀의 생활을 시작한다. 마을 사람들 모두가 그녀를 당나귀 가죽이라 부르며 흉하다고 비웃는데, 오로지 그 나라의 왕자만이 추한 가죽 밑에 숨은 그녀의 진짜 모습을 엿보게 된다. 궁으로 돌아온 왕자는 그 아름다운 모습을 못잊어 병을 앓다가, 죽기 전에 마지막으로 당나귀 가죽이 빚은 과자를 먹고 싶다고 하므로 왕과 왕비는 신하를 보내어 그녀로 하여금 과자를 만들도록 명령을 내린다. 당나귀 가죽은 반죽 속에 일부러 자신의 반지를 넣어 과자를 굽고, 따라서 과자를 맛보던 왕자는 반지를 발견한다. 그가 반지에 맞는 손가락을 가진 여자와 결혼하겠다고 선포하므로, 왕국의 모든 여자들이 반지를 껴 보기 위해 줄을 서지만 아무에게도 반지는 맞지 않고 최후에는 당나귀 가죽의 반지임이 밝혀진다. 반지가 끼워지는 순간 당나귀 가죽이 벗겨지고 공주의 실제 모습이 드러나 두 사람은 행복한 결혼식을 올린다.

## 각색판
당나귀 가죽은 발표 직후 큰 인기를 모았고, 콩트라는 문학 범주를 유행시켰다. 하지만 더 큰 대중적 인기는 1781년 발표된 같은 이야기의 산문판으로부터 시작되었다. 이 산문 각색판의 저자가 누구인지는 현재까지 알려져 있지 않다. 그 외에도 당나귀 가죽의 소재는 소설책, 그림책, 만화, 영화, 만화 영화, 신문 연재, 인형극, 종이 인형, 카드 놀이, 오페라 등으로 현재에 이르기까지 온갖 종류의 매체로 각색되었다. 그 중 특히 주목할 만한 작품들은 다음과 같다.
- 라울 라빠라의 오페라 (1899)
- 알베르 꺄뺄라니의 두 편의 영화 (1904, 1908) 두 편 모두 흑백 무성 단편 영화이다.
- 자크 데미의 영화 《당나귀 공주》 (1970)

## 원문 읽기
- 프랑스 국립 도서관
- 무료전자책